# 2011-es Formula–1 japán nagydíj
A japán nagydíj volt a 2011-es Formula–1 világbajnokság tizenötödik futama, amelyet 2011. október 7. és október 9. között rendeztek meg a japán Suzuka Circuit-ön, Szuzukában.

## Szabadedzések

### Első szabadedzés
A japán nagydíj első szabadedzését október 7-én, pénteken délelőtt tartották.
| Helyezés | Versenyző          | Csapat/Motor         | Elért idő | Különbség | Futott kör |
| -------- | ------------------ | -------------------- | --------- | --------- | ---------- |
| 1        | Jenson Button      | McLaren-Mercedes     | 1:33,634  | −         | 20         |
| 2        | Lewis Hamilton     | McLaren-Mercedes     | 1:33,725  | +0,091    | 18         |
| 3        | Sebastian Vettel   | Red Bull-Renault     | 1:34,090  | +0,456    | 22         |
| 4        | Fernando Alonso    | Ferrari              | 1:34,372  | +0,738    | 24         |
| 5        | Mark Webber        | Red Bull-Renault     | 1:34,426  | +0,792    | 25         |
| 6        | Jaime Alguersuari  | Toro Rosso-Ferrari   | 1:34,937  | +1,303    | 23         |
| 7        | Felipe Massa       | Ferrari              | 1:35,585  | +1,951    | 27         |
| 8        | Sébastien Buemi    | Toro Rosso-Ferrari   | 1:35,590  | +1,956    | 25         |
| 9        | Michael Schumacher | Mercedes             | 1:36,033  | +2,399    | 22         |
| 10       | Vitalij Petrov     | Renault              | 1:36,370  | +2,736    | 18         |
| 11       | Bruno Senna        | Renault              | 1:36,487  | +2,853    | 18         |
| 12       | Nico Hülkenberg    | Force India-Mercedes | 1:36,700  | +3,066    | 21         |
| 13       | Kobajasi Kamui     | Sauber-Ferrari       | 1:36,948  | +3,314    | 24         |
| 14       | Paul di Resta      | Force India-Mercedes | 1:36,949  | +3,315    | 22         |
| 15       | Sergio Pérez       | Sauber-Ferrari       | 1:37,103  | +3,469    | 29         |
| 16       | Nico Rosberg       | Mercedes             | 1:38,197  | +4,563    | 18         |
| 17       | Rubens Barrichello | Williams-Cosworth    | 1:38,331  | +4,697    | 11         |
| 18       | Pastor Maldonado   | Williams-Cosworth    | 1:38,446  | +4,812    | 8          |
| 19       | Jarno Trulli       | Lotus-Renault        | 1:39,168  | +5,534    | 10         |
| 20       | Karun Chandhok     | Lotus-Renault        | 1:39,946  | +6,312    | 22         |
| 21       | Timo Glock         | Virgin-Cosworth      | 1:40,872  | +7,238    | 13         |
| 22       | Jérôme d’Ambrosio  | Virgin-Cosworth      | 1:41,019  | +7,385    | 24         |
| 23       | Daniel Ricciardo   | HRT-Cosworth         | 1:41,106  | +7,472    | 25         |
| 24       | Narain Karthikeyan | HRT-Cosworth         | 1:41,775  | +8,141    | 25         |

### Második szabadedzés
A japán nagydíj második szabadedzését október 7-én, pénteken délután tartották.
| Helyezés | Versenyző          | Csapat/Motor         | Elért idő | Különbség | Futott kör |
| -------- | ------------------ | -------------------- | --------- | --------- | ---------- |
| 1        | Jenson Button      | McLaren-Mercedes     | 1:31,901  | −         | 32         |
| 2        | Fernando Alonso    | Ferrari              | 1:32,075  | +0,174    | 33         |
| 3        | Sebastian Vettel   | Red Bull-Renault     | 1:32,095  | +0,194    | 35         |
| 4        | Mark Webber        | Red Bull-Renault     | 1:32,147  | +0,246    | 28         |
| 5        | Felipe Massa       | Ferrari              | 1:32,448  | +0,547    | 34         |
| 6        | Michael Schumacher | Mercedes             | 1:32,710  | +0,809    | 26         |
| 7        | Nico Rosberg       | Mercedes             | 1:32,982  | +1,081    | 27         |
| 8        | Lewis Hamilton     | McLaren-Mercedes     | 1:33,245  | +1,344    | 26         |
| 9        | Vitalij Petrov     | Renault              | 1:33,446  | +1,545    | 36         |
| 10       | Sébastien Buemi    | Toro Rosso-Ferrari   | 1:33,681  | +1,780    | 33         |
| 11       | Jaime Alguersuari  | Toro Rosso-Ferrari   | 1:33,705  | +1,804    | 25         |
| 12       | Adrian Sutil       | Force India-Mercedes | 1:33,790  | +1,889    | 36         |
| 13       | Sergio Pérez       | Sauber-Ferrari       | 1:34,393  | +2,492    | 35         |
| 14       | Bruno Senna        | Renault              | 1:34,557  | +2,656    | 27         |
| 15       | Paul di Resta      | Force India-Mercedes | 1:34,601  | +2,700    | 33         |
| 16       | Kobajasi Kamui     | Sauber-Ferrari       | 1:36,038  | +4,137    | 33         |
| 17       | Heikki Kovalainen  | Lotus-Renault        | 1:36,225  | +4,324    | 35         |
| 18       | Rubens Barrichello | Williams-Cosworth    | 1:37,123  | +5,222    | 14         |
| 19       | Timo Glock         | Virgin-Cosworth      | 1:37,440  | +5,539    | 30         |
| 20       | Jérôme d’Ambrosio  | Virgin-Cosworth      | 1:38,093  | +6,192    | 30         |
| 21       | Pastor Maldonado   | Williams-Cosworth    | 1:38,387  | +6,486    | 16         |
| 22       | Daniel Ricciardo   | HRT-Cosworth         | 1:38,763  | +6,862    | 36         |
| 23       | Jarno Trulli       | Lotus-Renault        | 1:39,800  | +7,899    | 24         |
| 24       | Vitantonio Liuzzi  | HRT-Cosworth         | 1:42,480  | +10,579   | 4          |

### Harmadik szabadedzés
A japán nagydíj harmadik szabadedzését október 8-án szombaton délelőtt tartották.
| Helyezés | Versenyző          | Csapat/Motor         | Elért idő | Különbség | Futott kör |
| -------- | ------------------ | -------------------- | --------- | --------- | ---------- |
| 1        | Jenson Button      | McLaren-Mercedes     | 1:31,255  | −         | 13         |
| 2        | Lewis Hamilton     | McLaren-Mercedes     | 1:31,762  | +0,507    | 16         |
| 3        | Sebastian Vettel   | Red Bull-Renault     | 1:32,122  | +0,867    | 18         |
| 4        | Fernando Alonso    | Ferrari              | 1:32,279  | +1,024    | 16         |
| 5        | Mark Webber        | Red Bull-Renault     | 1:32,401  | +1,146    | 14         |
| 6        | Felipe Massa       | Ferrari              | 1:32,429  | +1,174    | 16         |
| 7        | Michael Schumacher | Mercedes             | 1:32,725  | +1,470    | 19         |
| 8        | Nico Rosberg       | Mercedes             | 1:32,878  | +1,623    | 17         |
| 9        | Vitalij Petrov     | Renault              | 1:33,058  | +1,803    | 15         |
| 10       | Adrian Sutil       | Force India-Mercedes | 1:33,424  | +2,169    | 14         |
| 11       | Sébastien Buemi    | Toro Rosso-Ferrari   | 1:33,469  | +2,214    | 18         |
| 12       | Jaime Alguersuari  | Toro Rosso-Ferrari   | 1:33,545  | +2,290    | 18         |
| 13       | Kobajasi Kamui     | Sauber-Ferrari       | 1:33,818  | +2,563    | 17         |
| 14       | Sergio Pérez       | Sauber-Ferrari       | 1:33,836  | +2,581    | 21         |
| 15       | Paul di Resta      | Force India-Mercedes | 1:33,990  | +2,735    | 16         |
| 16       | Pastor Maldonado   | Williams-Cosworth    | 1:34,321  | +3,066    | 21         |
| 17       | Bruno Senna        | Renault              | 1:35,389  | +4,134    | 5          |
| 18       | Rubens Barrichello | Williams-Cosworth    | 1:35,651  | +4,396    | 18         |
| 19       | Jarno Trulli       | Lotus-Renault        | 1:36,327  | +5,072    | 16         |
| 20       | Heikki Kovalainen  | Lotus-Renault        | 1:36,912  | +5,657    | 14         |
| 21       | Jérôme d’Ambrosio  | Virgin-Cosworth      | 1:37,938  | +6,683    | 17         |
| 22       | Timo Glock         | Virgin-Cosworth      | 1:38,011  | +6,756    | 16         |
| 23       | Daniel Ricciardo   | HRT-Cosworth         | 1:38,355  | +7,100    | 19         |
| 24       | Vitantonio Liuzzi  | HRT-Cosworth         | 1:41,097  | +9,842    | 8          |

## Időmérő edzés
A japán nagydíj időmérő edzését október 8-án, szombaton futották.
| 1                     | Sebastian Vettel   | Red Bull-Renault     | 1:33,051   | 1:31,424   | 1:30,466   |
| 2                     | Jenson Button      | McLaren-Mercedes     | 1:32,947   | 1:31,434   | 1:30,475   |
| 3                     | Lewis Hamilton     | McLaren-Mercedes     | 1:32,843   | 1:31,139   | 1:30,617   |
| 4                     | Felipe Massa       | Ferrari              | 1:33,235   | 1:31,909   | 1:30,804   |
| 5                     | Fernando Alonso    | Ferrari              | 1:32,817   | 1:31,612   | 1:30,886   |
| 6                     | Mark Webber        | Red Bull-Renault     | 1:33,135   | 1:31,576   | 1:31,156   |
| 7                     | Kobajasi Kamui     | Sauber-Ferrari       | 1:32,626   | 1:32,380   | idő nélkül |
| 8                     | Michael Schumacher | Mercedes             | 1:33,748   | 1:32,116   | idő nélkül |
| 9                     | Bruno Senna        | Renault              | 1:33,359   | 1:32,297   | idő nélkül |
| 10                    | Vitalij Petrov     | Renault              | 1:32,877   | 1:32,245   | idő nélkül |
| 11                    | Adrian Sutil       | Force India-Mercedes | 1:32,761   | 1:32,463   |            |
| 12                    | Paul di Resta      | Force India-Mercedes | 1:33,499   | 1:32,746   |            |
| 13                    | Rubens Barrichello | Williams-Cosworth    | 1:33,921   | 1:33,079   |            |
| 14                    | Pastor Maldonado   | Williams-Cosworth    | 1:33,781   | 1:33,224   |            |
| 15                    | Sébastien Buemi    | Toro Rosso-Ferrari   | 1:33,064   | 1:33,227   |            |
| 16                    | Jaime Alguersuari  | Toro Rosso-Ferrari   | 1:35,111   | 1:33,427   |            |
| 17                    | Sergio Pérez       | Sauber-Ferrari       | 1:34,704   | idő nélkül |            |
| 18                    | Heikki Kovalainen  | Lotus-Renault        | 1:35,454   |            |            |
| 19                    | Jarno Trulli       | Lotus-Renault        | 1:35,514   |            |            |
| 20                    | Jérôme d’Ambrosio  | Virgin-Cosworth      | 1:36,439   |            |            |
| 21                    | Timo Glock         | Virgin-Cosworth      | 1:36,507   |            |            |
| 22                    | Daniel Ricciardo   | HRT-Cosworth         | 1:37,846   |            |            |
| 107%-os idő: 1:39,109 |                    |                      |            |            |            |
| 23                    | Nico Rosberg       | Mercedes             | idő nélkül |            |            |
| 24                    | Vitantonio Liuzzi  | HRT-Cosworth         | idő nélkül |            |            |

## Futam
A japán nagydíj futama október 9-én, vasárnap rajtolt.
| helyezés | rajtszám | versenyző          | csapat/motor         | futott kör | idő/kiesés oka | rajthely | pont |
| -------- | -------- | ------------------ | -------------------- | ---------- | -------------- | -------- | ---- |
| 1        | 4        | Jenson Button      | McLaren-Mercedes     | 53         | 1:30:53,427    | 2        | 25   |
| 2        | 5        | Fernando Alonso    | Ferrari              | 53         | +1,160         | 5        | 18   |
| 3        | 1        | Sebastian Vettel   | Red Bull-Renault     | 53         | +2,006         | 1        | 15   |
| 4        | 2        | Mark Webber        | Red Bull-Renault     | 53         | +8,071         | 6        | 12   |
| 5        | 3        | Lewis Hamilton     | McLaren-Mercedes     | 53         | +24,268        | 3        | 10   |
| 6        | 7        | Michael Schumacher | Mercedes             | 53         | +27,120        | 8        | 8    |
| 7        | 6        | Felipe Massa       | Ferrari              | 53         | +28,240        | 4        | 6    |
| 8        | 17       | Sergio Pérez       | Sauber-Ferrari       | 53         | +39,377        | 17       | 4    |
| 9        | 10       | Vitalij Petrov     | Renault              | 53         | +42,607        | 10       | 2    |
| 10       | 8        | Nico Rosberg       | Mercedes             | 53         | +44,322        | 23       | 1    |
| 11       | 14       | Adrian Sutil       | Force India-Mercedes | 53         | +54,447        | 11       |      |
| 12       | 15       | Paul di Resta      | Force India-Mercedes | 53         | +1:02,326      | 12       |      |
| 13       | 16       | Kobajasi Kamui     | Sauber-Ferrari       | 53         | +1:03,705      | 7        |      |
| 14       | 12       | Pastor Maldonado   | Williams-Cosworth    | 53         | +1:04,194      | 14       |      |
| 15       | 19       | Jaime Alguersuari  | Toro Rosso-Ferrari   | 53         | +1:06,623      | 16       |      |
| 16       | 9        | Bruno Senna        | Renault              | 53         | +1:12,628      | 9        |      |
| 17       | 11       | Rubens Barrichello | Williams-Cosworth    | 53         | +1:14,191      | 13       |      |
| 18       | 20       | Heikki Kovalainen  | Lotus-Renault        | 53         | +1:27,824      | 18       |      |
| 19       | 21       | Jarno Trulli       | Lotus-Renault        | 53         | +1:36,140      | 19       |      |
| 20       | 24       | Timo Glock         | Virgin-Cosworth      | 51         | +2 kör         | 21       |      |
| 21       | 25       | Jérôme d’Ambrosio  | Virgin-Cosworth      | 51         | +2 kör         | 20       |      |
| 22       | 22       | Daniel Ricciardo   | HRT-Cosworth         | 51         | +2 kör         | 22       |      |
| 23       | 23       | Vitantonio Liuzzi  | HRT-Cosworth         | 50         | +3 kör         | 24       |      |
| ki       | 18       | Sébastien Buemi    | Toro Rosso-Ferrari   | 11         | kerék          | 15       |      |

## A világbajnokság élmezőnyének állása a verseny után
| H   | Versenyzők         | Pont | H   | Konstruktőrök        | Pont |
| --- | ------------------ | ---- | --- | -------------------- | ---- |
| 1.  | Sebastian Vettel   | 324  | 1.  | Red Bull-Renault     | 518  |
| 2.  | Jenson Button      | 210  | 2.  | McLaren-Mercedes     | 388  |
| 3.  | Fernando Alonso    | 202  | 3.  | Ferrari              | 292  |
| 4.  | Mark Webber        | 194  | 4.  | Mercedes GP          | 123  |
| 5.  | Lewis Hamilton     | 178  | 5.  | Renault              | 72   |
| 6.  | Felipe Massa       | 90   | 6.  | Force India-Mercedes | 48   |
| 7.  | Nico Rosberg       | 63   | 7.  | Sauber-Ferrari       | 40   |
| 8.  | Michael Schumacher | 60   | 8.  | Toro Rosso-Ferrari   | 29   |
| 9.  | Vitalij Petrov     | 36   | 9.  | Williams-Cosworth    | 5    |
| 10. | Nick Heidfeld      | 34   | 10. | Lotus-Renault        | 0    |

(A teljes táblázat)

## Statisztikák
Vezető helyen:
- Sebastian Vettel : 16 kör (1-9 / 12-18)
- Jenson Button : 30 kör (10 / 19-20 / 23-36 /41-53)
- Felipe Massa : 2 kör (11 / 22)
- Fernando Alonso : 2 kör (21 /37)
- Michael Schumacher : 3 kör (38-40)

Jenson Button 12. győzelme, 6. leggyorsabb köre, Sebastian Vettel 27. pole pozíciója, 2. világbajnoki címe.
- McLaren 174. győzelme.